# WWF Canadian Championship
O WWF Canadian Championship foi um título de luta profissional da World Wrestling Federation (WWF), disputado entre 18 de agosto de 1985 e 22 de janeiro de 1986, com apenas Dino Bravo como campeão.

## História
Em agosto de 1985, a World Wrestling Federation (WWF) tomou posse da promoção International Wrestling (Lutte Internationale), em Montreal, Canadá. Ao se unir ao elenco da WWF, o lutador Dino Bravo foi nomeado Campeão Canadense da WWF em algumas cidades canadenses até 1986, quando o título foi abandonado.

## Reinados
| # | Lutador    | Reinados | Data                 | Local                    | Dias | Notas                                      |
| - | ---------- | -------- | -------------------- | ------------------------ | ---- | ------------------------------------------ |
| 1 | Dino Bravo | 1        | 18 de agosto de 1985 | Montreal, Quebec, Canadá | 157  | Título abandonado após Bravo deixar a WWF. |